# Tallero di Ginevra
Il tallero fu una delle monete della Repubblica di Ginevra fino al 1798 (con una breve interruzione tra il 1794-95) e tra il 1813 ed il 1839. Era suddiviso in 12¾ florins, ognuno suddiviso in 12 sol, da 12 denier.

## Storia
Il tallero fu una valuta della Repubblica di Ginevra fino al 1794, quando fu sostituito dal genevoise. Il genevoise circolò solamente fino all'anno successivo quando fu reintrodotto il tallero. Nel 1798, Ginevra fu annessa alla Francia e la moneta locale fu sostituita dal franco francese.
Dopo aver riconquistato l'indipendenza ed aver aderito alla Confederazione svizzera fu riadottata la vecchia monetazione fino al 1839 quando fu sostituita dal franco di Ginevra.

## Monete
Le prime monete della città Ginevra furono coniate nel 1535. In precedenza erano state usate le monete dei Vescovi di Ginevra, dei Conti di Ginevra e dei duchi di Savoia.
I primi talleri furono coniati alla metà del XVI secolo. Le prime monete datate sono del 1554. Il mezzo tallero fu coniato la prima volta nel 1597.
Alla fine del XVIII secolo erano emesse monete di biglione da 6 e da 9 denier; da 1, 1½, 3 e da 6. In argento erano coniate monete da 15 sol, ½ and 1 tallero ed in oro da 1 e da 3 pistole. La moneta da ½ tallero era indicata come "VI FLORINS IVS VID", mentre il tallero era denominato "XII FLORINS IXS".